# Hypnoonops lejeunei
Hypnoonops lejeunei là một loài nhện trong họ Oonopidae.
Loài này thuộc chi Hypnoonops. Hypnoonops lejeunei được P. L. G. Benoit miêu tả năm 1977.